# رجینا کارتر
رجینا کارتر (به انگلیسی: Regina Carter) (زاده ۱۹۶۶) نوازنده ویولن آمریکایی است.
او از چهار سالگی ویولن کلاسیک می‌نواخت. در دوره دبیرستان به موسیقی راک و جاز رو آورد. پس از پایان تحصیلات موسیقی در دانشگاه‌های اوکلند در شهر راچستر ایالت میشیگان و کنسرواتوار موسیقی نیوانگلند در بوستن در ۱۹۸۷ کار خود در موسیقی جاز را شروع کرد.
او از کودکی ویولن را به روش سوزوکی آموخت و از هواداران و مروجان این روش است.
از رجینا کارتر تاکنون چند آلبوم منتشر شده است.

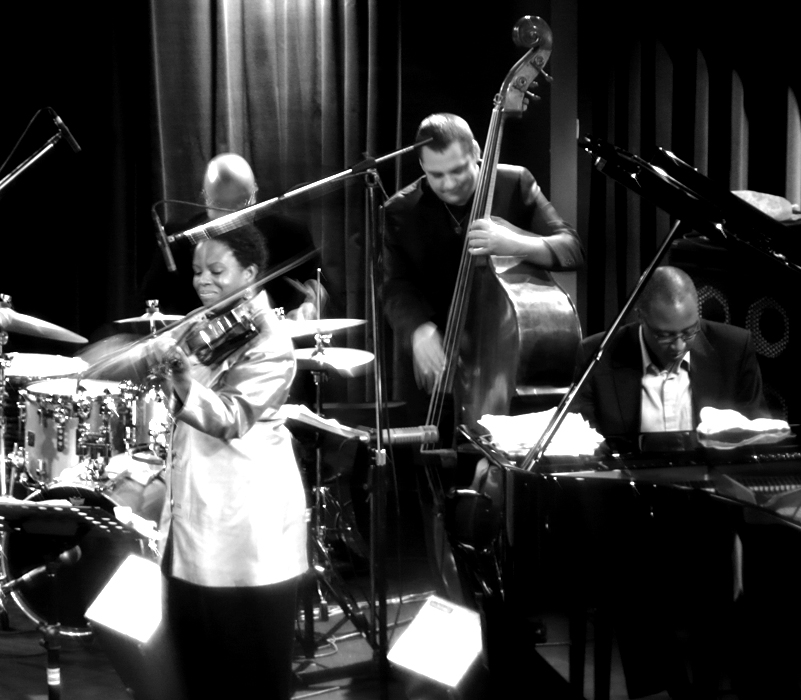
رجینا کارتر در میلان